# زوراب داتوناشویلی
زوراب داتوناشویلی (گرجی: ზურაბ დათუნაშვილი؛ زادهٔ ۱۸ ژوئن ۱۹۹۱) کشتی‌گیر گرجی الاصل کشور صربستان است. از افتخارات وی می‌توان به کسب مدال برنز المپیک ۲۰۲۰ توکیو و دو مدال طلا قهرمانی کشتی جهان ۲۰۲۱ و قهرمانی کشتی جهان ۲۰۲۲ اشاره کرد.

## فعالیت حرفه‌ای

### المپیک ۲۰۱۶ ریو
داتوناشویلی در المپیک ۲۰۱۶ ریو در وزن ۷۵ کیلو حاضر بود که در مسابقه اول به دوسژان کارتیکوف کشتی گیر قزاقستانی باخت و از دور رقابت ها کنار رفت.

### المپیک ۲۰۲۰ توکیو
داتوناشویلی در وزن ۸۷ کیلوگرم کشتی فرنگی مسابقات قهرمانی کشتی جهان ۲۰۱۹ نورسلطان حاضر بود که در کشتی اول به ژان بلنیوک از اوکراین باخت و با توجه به حضور این کشتی‌گیر در فینال، به دیدار شانس مجدد رفت. او در مرحله شانس مجدد بشیر سید آزارا از الجزایر را شکست داد و به دیدار رده‌بندی رسید. وی در این دیدار ایوان هوکلک از کرواسی را شکست داد و مدال برنز وزن ۸۷ کیلوگرم را بدست آورد.

### قهرمانی کشتی جهان ۲۰۲۱
داتوناشویلی در وزن ۸۷ کیلوگرم کشتی فرنگی قهرمانی کشتی جهان ۲۰۲۱ اسلو شرکت کرد، او در این مسابقات میلاد علیرضایف از روسیه، لاشا گوبادزه از گرجستان و تورپال بیسلطانوف از دانمارک را شکست داد و به فینال رسید. وی در فینال کریل ماسکوویچ از بلاروس را شکست داد و مدال طلا را بدست آورد.

### قهرمانی کشتی جهان ۲۰۲۲
داتوناشویلی در وزن ۸۷ کیلوگرم کشتی فرنگی قهرمانی کشتی جهان ۲۰۲۲ بلگراد شرکت کرد، او در این مسابقات هاناس واگنر از آلمان، الکس بیوربرگ کسیدیس از سوئد و داوید لوسونچی از مجارستان را شکست داد و به فینال رسید. وی در فینال تورپال بیسلطانوف از دانمارک را شکست داد و مدال طلا را بدست آورد.